# 크리스 노스
크리스 노스(Chris Noth, 1954년 11월 13일 ~ )는 미국의 배우이다.

## 출연 작품
- 콜드 하트